# Rolex (comida)

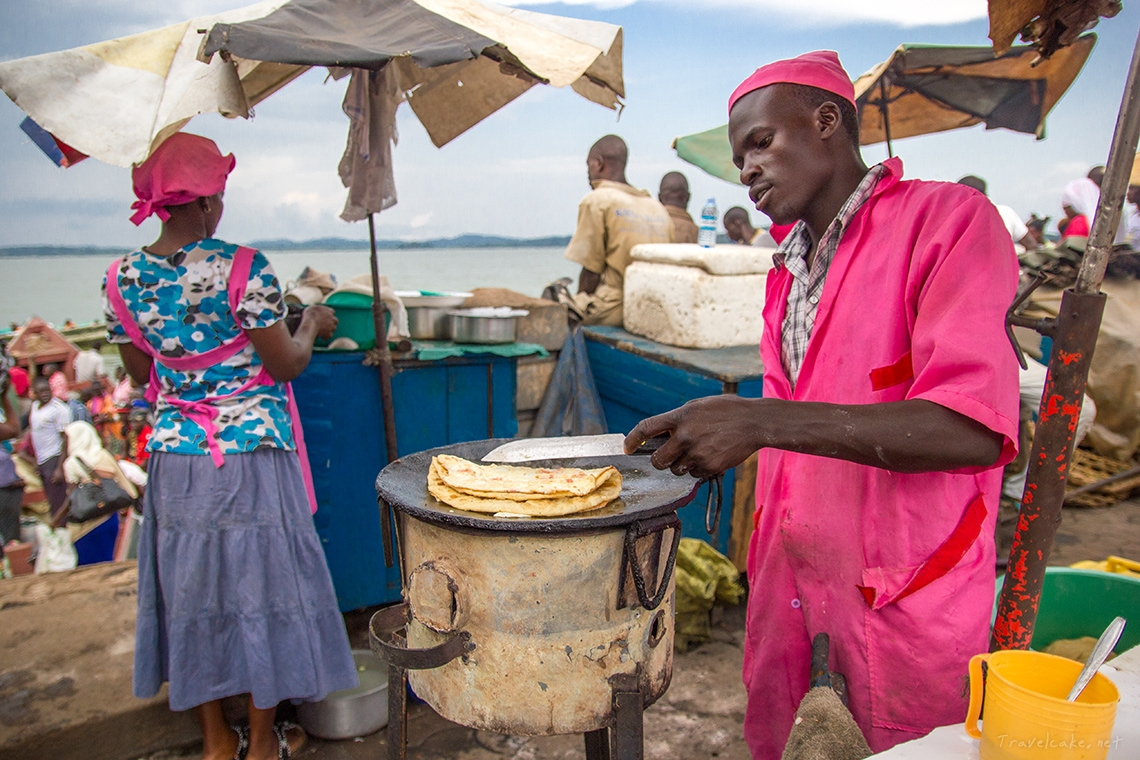
Imagen de un hombre preparando Rolex

Rolex es un alimento popular en Uganda, que combina un omelette de huevo y verduras envueltas en un tipo de pan plano llamado chapati. Este plato de una sola porción es rápido de preparar y se puede comer en cualquier momento del día. El nombre "rolex" proviene de su método de preparación, con el chapati y la tortilla enrollados (Rolled eggs, huevos enrollados en inglés).
Esta idea se originó a partir de la creatividad de un vendedor de chapati en la región de Busoga, luego la idea se extendió a Wandegeya junto a la Universidad Makerere, impulsada por estudiantes que necesitaban una comida rápida debido a limitaciones de tiempo y presupuesto.
El plato pronto se extendió por toda Uganda. Se convirtió en una opción de comida popular por su combinación de conveniencia, bajo costo y sabor.